# هاچال
رود هاچال رودخانه‌ای در ایالت سان خوان آرژانتین است که بخشی از حوضه رود دساگوادرو می‌باشد. این رود از اتصال دو رود بلانکو و ریو دلا پالسا در شمال غرب ایالت به وجود می‌آید و یکی از جریان‌های آبی دائمی با جریان متوسط ۹ مترمکعب در ثانیه به شمار می‌آید. حوضه آبریز این رود ۲۳۰۰۰ کیلومتر مربع می‌باشد.
رود از سرچشمه اش ۷۵ کیلومتر به سمت جنوب، بر تنگه‌های مرتفع اطراف آند روان می‌شود، سپس با جریان به سمت شرق و طی مسافت ۴۰ کیلومتر طول در دره تنگی وارد شهر هاچال می‌شود. با ورود به این شهر مجدداً ۴۰ کیلومتربه جنوب جاری می‌شود و از شهرهای توکونوکو و مونیا عبور می‌کند و سرانجام پس از پیمودن ۱۰۰ کیلومتر به رود دساگوادرو می‌پیوندد.
همچنین دو سد بر روی این رود احداث شده است. 
۱- سد کوئستا دل وینتو در ۴۰ میلومتری شهر هاچال با گنجایش ۱۳۶ میلیون مترمکعب. عمده مصارف آن تولید برق و آبیاری مزارع 
۲- سد هیدروالکتریکی (تولید برق) سالتو دلا لوما در ۴ کیلومتری شمال غرب شهر هاچال
این رود به عنوان منبع، آب خانگی و مزارع را در مسیرهای هموار تأمین می‌کند اما به علت وجود مواد معدنی از قبیل بور و نمک، دارای کیفیت مناسبی نمی‌باشد